# 石垣の積み方

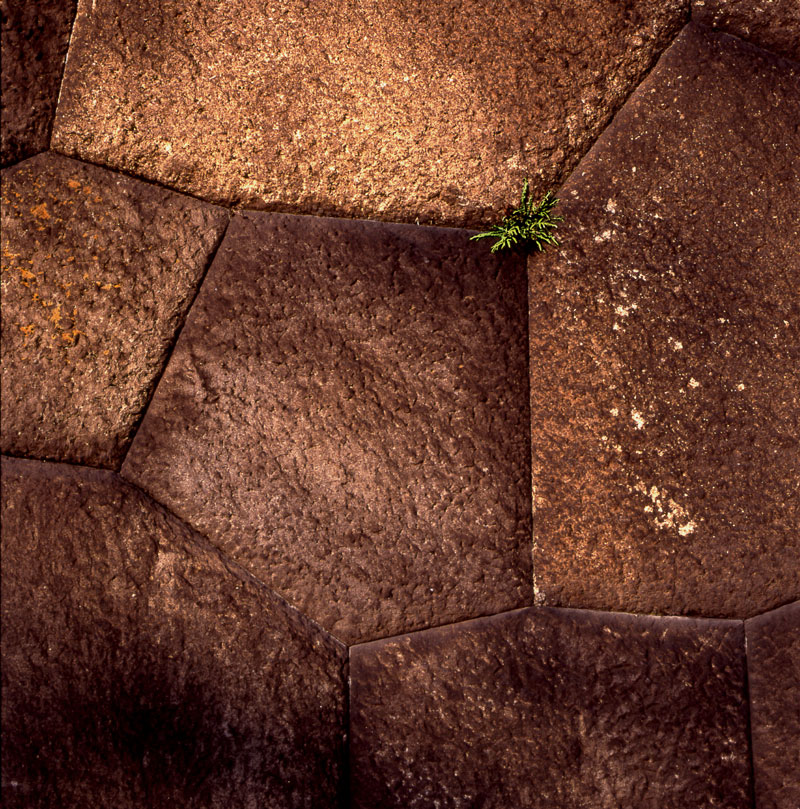
近世の城石垣（江戸城）

石垣の積み方（いしがきのつみかた）では、主に戦国時代以降の日本の寺院、城郭の建築技術である石垣の工法と種類について解説する。

## 概要
戦国時代に城郭が発達するとともに石垣も発達し、全国各地に穴太衆・越前衆・尾張衆・長袖衆など石垣衆という石工集団が現れ、建築を担った。
戦国時代以降の石垣は、主に「空積み」（からづみ）という技法が用いられる。対して、粘土やモルタルなどを練りこんで石同士を接着する積み方を「練積み」（ねりづみ）という。練積みはコンクリートやモルタルを接着材として石垣施工に用いられている近代工法での例が多い。城郭で用いられた例は少なく、鎌刃城（滋賀県）などに見られる。また加藤清正が手がけた慶長15年（1610年）の名古屋城天守石垣は裏込めに三和土を用いた一種の練積みである。
近年では弘前城・高松城・仙台城・白河小峰城・熊本城・二本松城・丸亀城・郡山城などで大規模な石垣の修復・積み直しが行われている。

## 構造
石垣の石は、石垣の出隅に積まれる隅石（角石・すみいし）と法面に積まれる築石（つきいし）や平石（ひらいし）で構成される。底の部分の石のことを根石（ねいし）といい、最上部に据える石のことを天端石（てんばいし）という。
盛り土または既存の斜面に段状の切り目を施し（切り土）、底にあたる根元に溝を掘って（根切り）根石を置き並べ、砂利や割栗石という小さく砕いた石を積み石と斜面の間に詰めながら（裏込〈うらごめ〉）石を積み重ねる。地盤が弱い場合は、根切り部分に松材の杭を打ち丸太を並べる梯子胴木（はしごどうぎ）という基礎を敷いた。松材は、水中に沈めておくとほとんど腐敗せず長持ちするため、梯子胴木は主に水に接する石垣の基礎に用いられた。築石や平石の裏込石側（尻側）には介石を添えて角度を決める。尻側が上がっている石を逆石といい滑りやすく孕みの原因となる。
積む石については、以下に述べるが、無加工であるものや加工したものも用いる。切込み接ぎや打込み接ぎのように加工した石を用いる場合は、石同士との隙間が狭まり排水効率が弱まるため排水路や排水口が通される。

### 強度・耐震性
ハザマと西形達明（関西大学環境都市工学部准教授、地盤防災工学研究室）が共同研究実験を行っている。実験用の実物大石垣で計測した結果、600ガルを超える辺りから変化が見られ始め、石垣にはこれまでの研究以上の耐震性があることが分かった。コンクリートブロック壁の強度を上回る実験結果もあり新名神高速道路の一部など道路に使われる場合もある。

## 分類

### 石の加工程度による分類
石垣は、加工程度によって、野面積み・打ち込み接ぎ・切り込み接ぎの3つに分けられる。「接ぎ（はぎ）」とは、つなぎ合わせるという意味である。野面積みが最も古い年代に現れた積み方で、次に打込み接ぎ、切込み接ぎの順であるが、切込み接ぎの石垣が現れた以降も野面積みの石垣が見られることもある。

#### 野面積み（のづらづみ）
自然石をそのまま積み上げる方法である。加工せずに積み上げただけなので石の形に統一性がなく、石同士がかみ合っていない。そのため隙間や出っ張りができ、敵に登られやすいという欠点があったが排水性に優れており頑丈である。技術的に初期の石積法で、鎌倉時代末期に現れ、本格的に用いられたのは16世紀の戦国時代のことである。野面積みの一種として穴太積み（あのうづみ）があげられるが、穴太積みは穴太衆が手掛けた石垣であって、特に野面積みの一種をいうものではない。穴太衆の技術の高さを誇示する為に江戸後期以降用いられた呼称である。

#### 打込み接ぎ（うちこみはぎ）
表面に出る石の角や面をたたき、平たくし石同士の接合面に隙間を減らして積み上げる方法である。関ヶ原の戦い以後、この手法が盛んに用いられた。野面積みより高く、急な勾配が可能になる。

#### 切込み接ぎ（きりこみはぎ）
方形に整形した石材を密着させ、積み上げる方法である。慶長5年（1600年）以降、隅石の加工から徐々に平石にまでわたるようになり、江戸時代初期（元和期）以降に多用されるようになった。石材同士が密着しているので排水できないため排水口が設けられる。

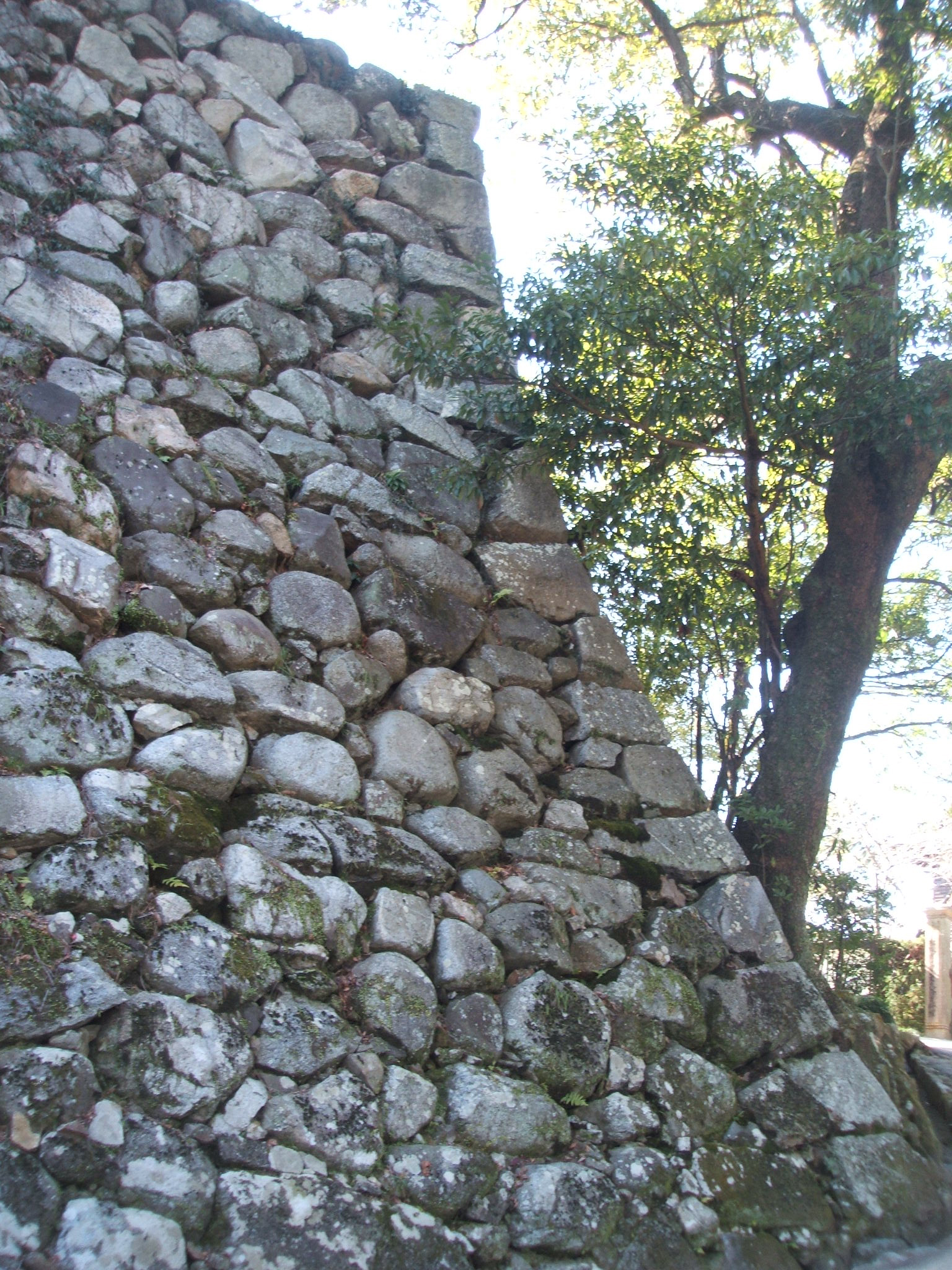
野面積み（松坂城 三重県）
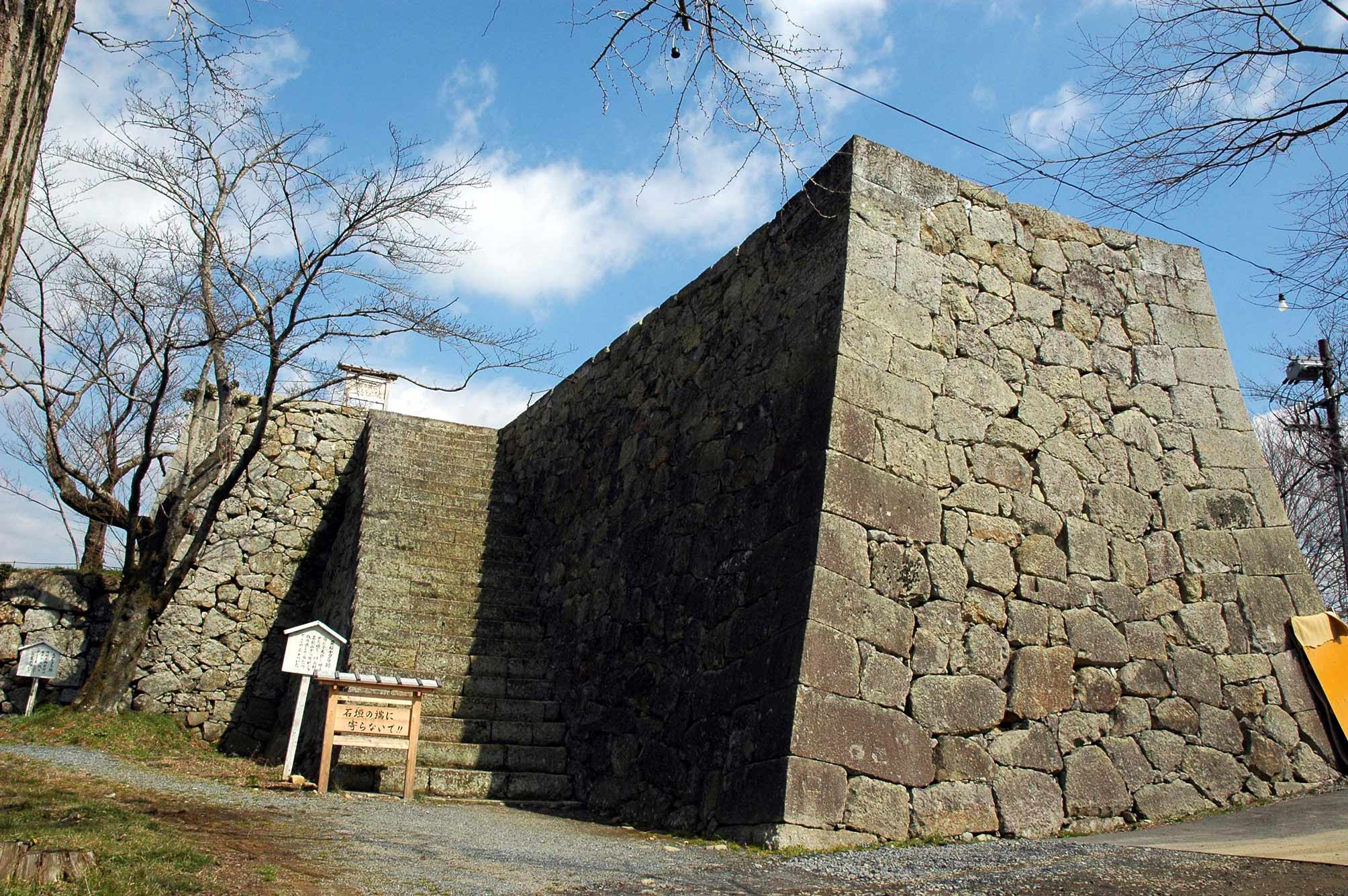
打込み接ぎ（津山城 岡山県）
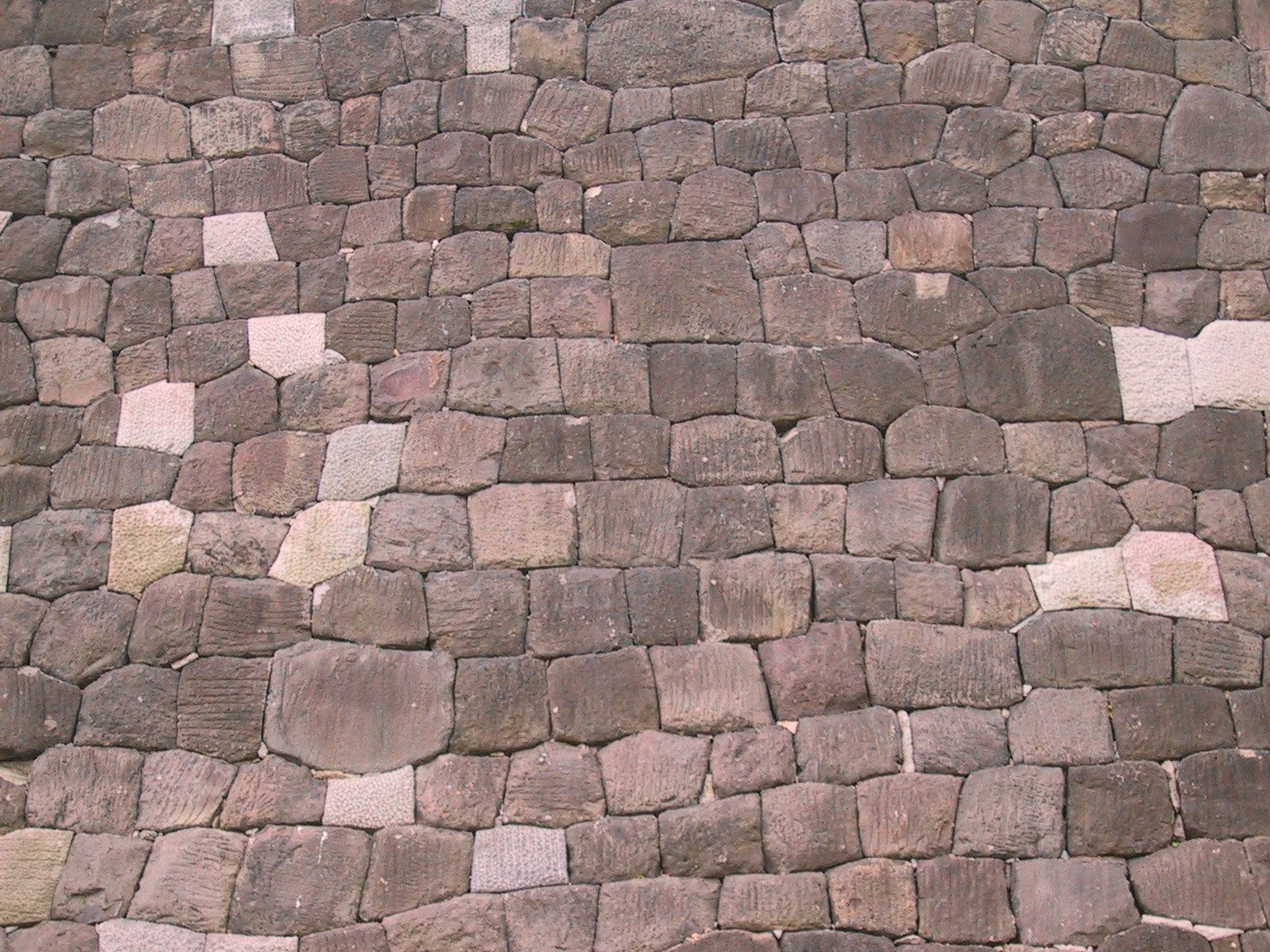
切込み接ぎ（江戸城 東京都）
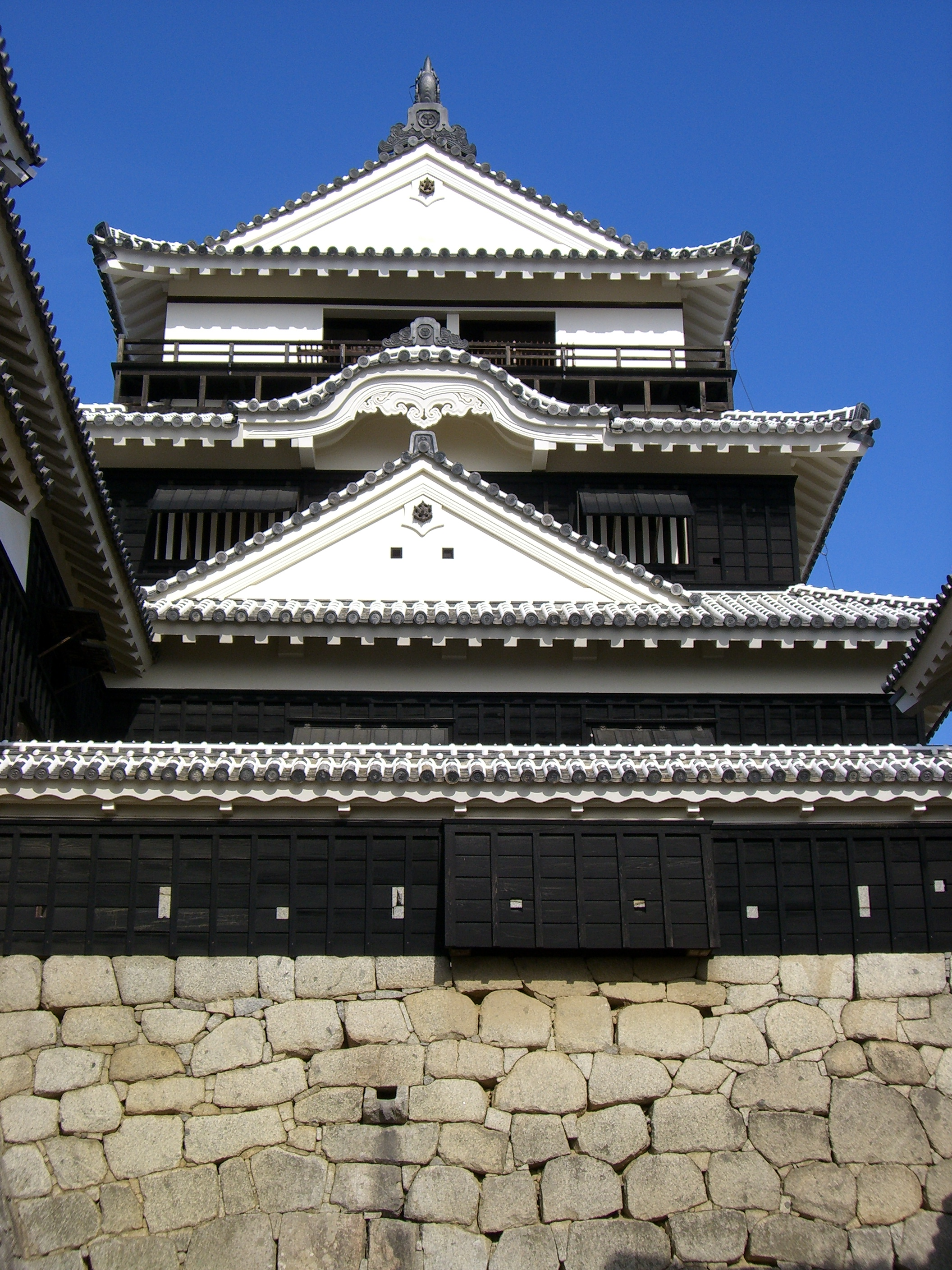
石垣の排水機構の例（松山城 愛媛県 本壇の土塀石落としの左下辺り）

### 積み方による分類
石垣の積み方は、布積と乱積の2つに大きく分けられる。石垣最上部の天端（てんば）が垂直になった箇所を雨落とし（あめおとし）といい、その下に反りがあるものを「寺勾配」、雨落としが浅い・無いものを「宮勾配・扇の勾配」という。

#### 布積み（ぬのづみ）
方形に整形した比較的おおきな石を目が横に通るように積み上げる方法で、整層積み（せいそうづみ）ともいう。目地が通っているので、強度に問題がある。現在でも擁壁事業（土留工事）で用いられているが、現在はコンクリート擁壁の表面にモルタルを接着剤とした練り積みであり、強度的問題は無い。

#### 乱積み（らんづみ）
大きさの違う自然石の平石、加工した平石をさまざまな方向に組み合わせ、積み上げる方法で、乱層積み（らんそうづみ）ともいう。安土桃山時代以降に用いられた。
また布積の発展型とされる、「整層乱積み（せいそうらんづみ）」もある。大きさの違う長方形の石を使い、横目を通さないため布積より崩れにくい。

#### 巻石垣
石垣が孕んで（脹らんで）崩落する事を防止するために既存の石垣の前面に築いて補強する石垣。現存する城跡もあるが中でも鳥取城天球丸の巻石垣は球面になっており現時点で確認されている唯一の球面石垣である。

切込み接ぎの布積（江戸城）
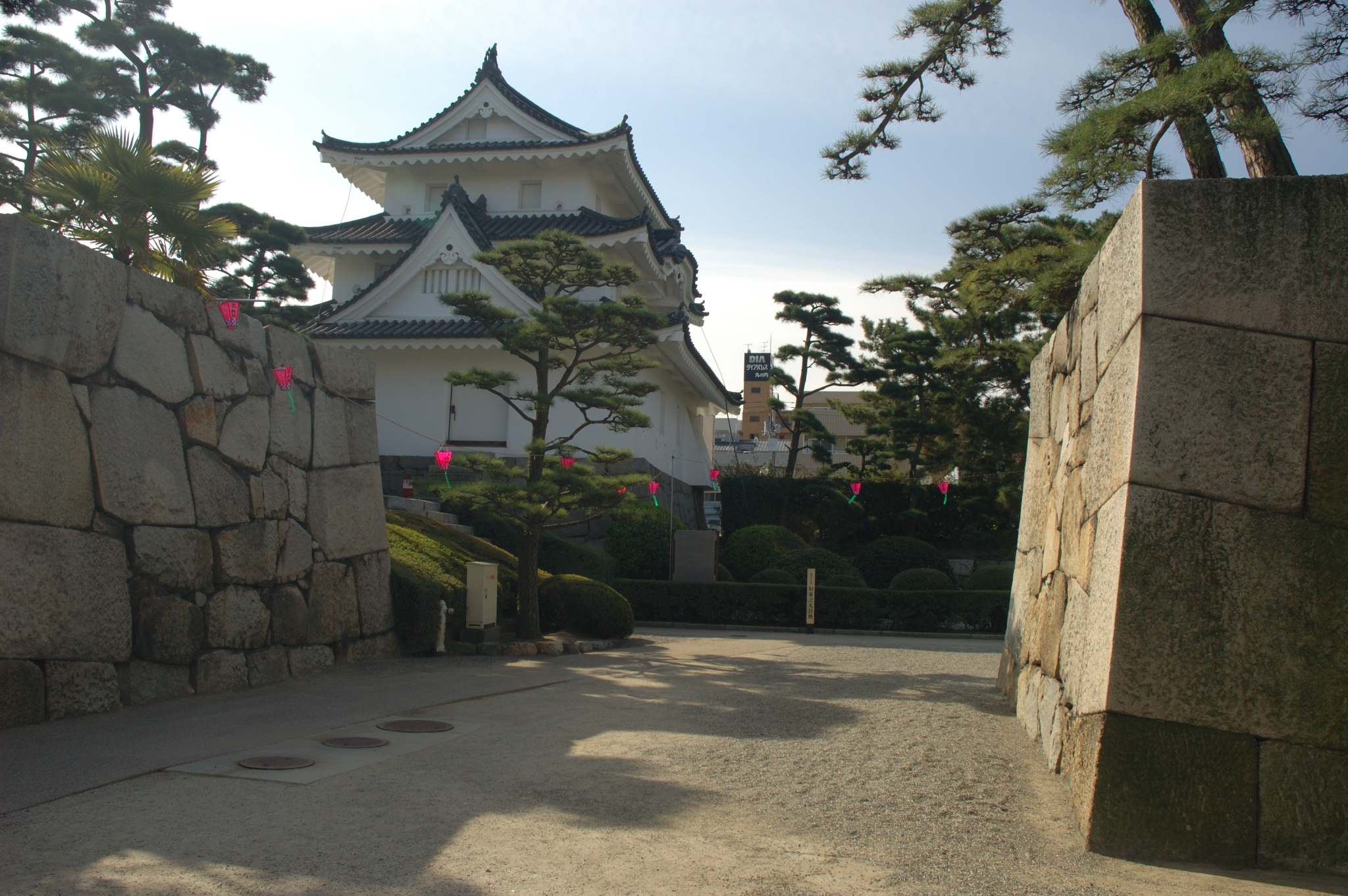
切込み接ぎの乱積（高松城 香川県 向かって左の石垣）
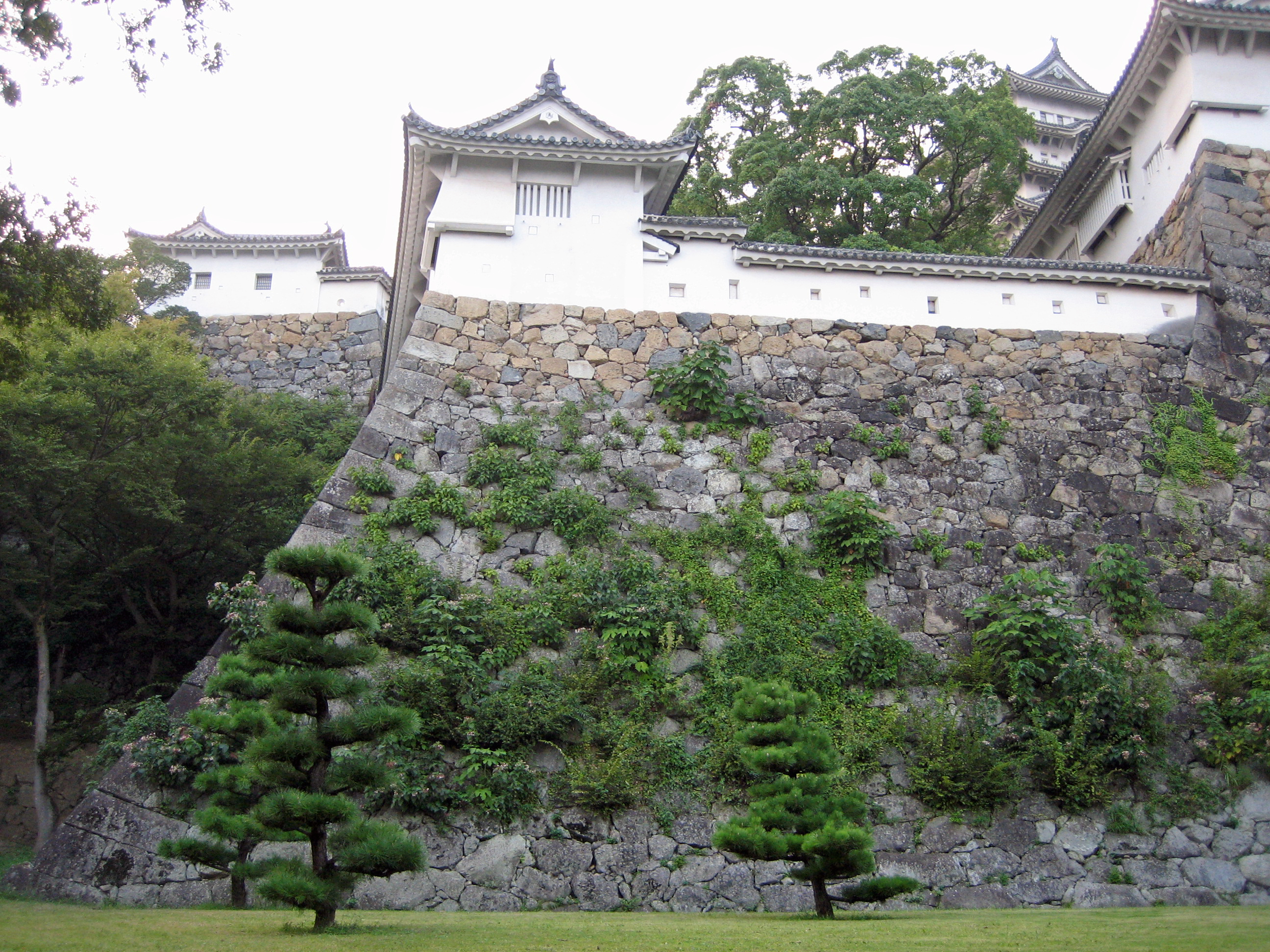
扇の勾配（姫路城石垣）
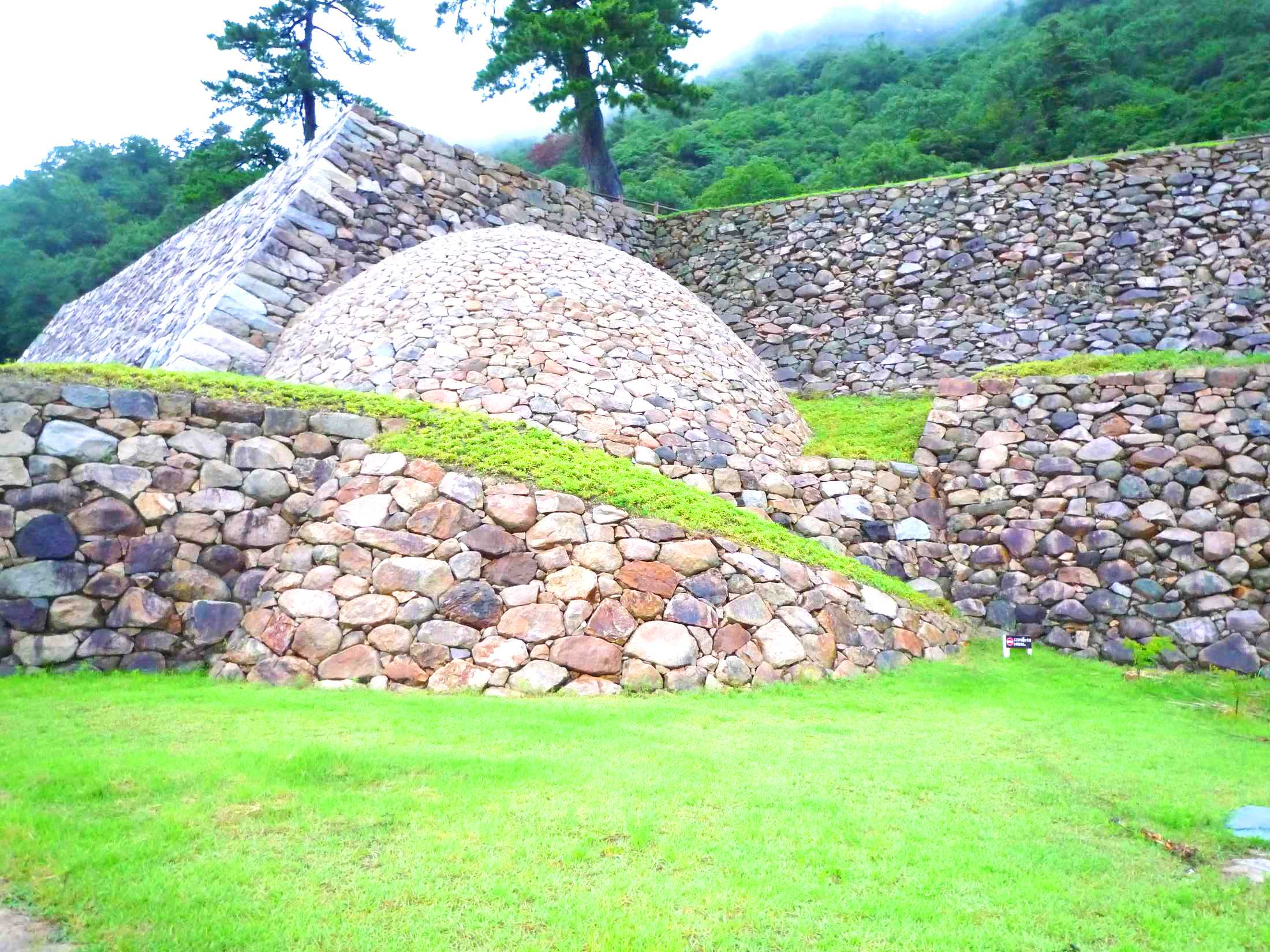
巻石垣（鳥取城天球丸）

### 外観による分類

#### 算木積み（さんぎづみ）
石垣の出角部分（隅石）の積み方である。慶長10年（1605年）前後に用いられて以降、城郭の石垣に見られる。長方体の石の長辺と短辺を交互に重ね合わせることで強度を増している。

#### 谷積み（たにづみ）
平石の隅を立てて積む積み方で、落積み（おとしづみ）ともいう。長方形の平石を用いる例もある。1800年代中期以降に見られ、城石垣ではその多くは近代の造営であるという。またこの積み方は昭和年間に至るまで道路工事で使われ、現在でも多く見ることができる。

#### 亀甲積み（きっこうづみ）
石材を六角形に加工して積み上げる切込み接ぎの石垣の一種である。亀の甲羅の模様に見えるためこう呼ばれる。力が均等に分散するため、崩れにくいが、江戸後期に低い石垣に用いられた例のみである。沖縄のグスクでは、相方積みともいわれる。

#### 玉石積み（たまいしづみ）
玉石を用いた積み方。頑丈でないため石垣を高くすることはできない。

#### 笑い積み（わらいづみ）
大石の周りに比較的小さな石を積む積み方。

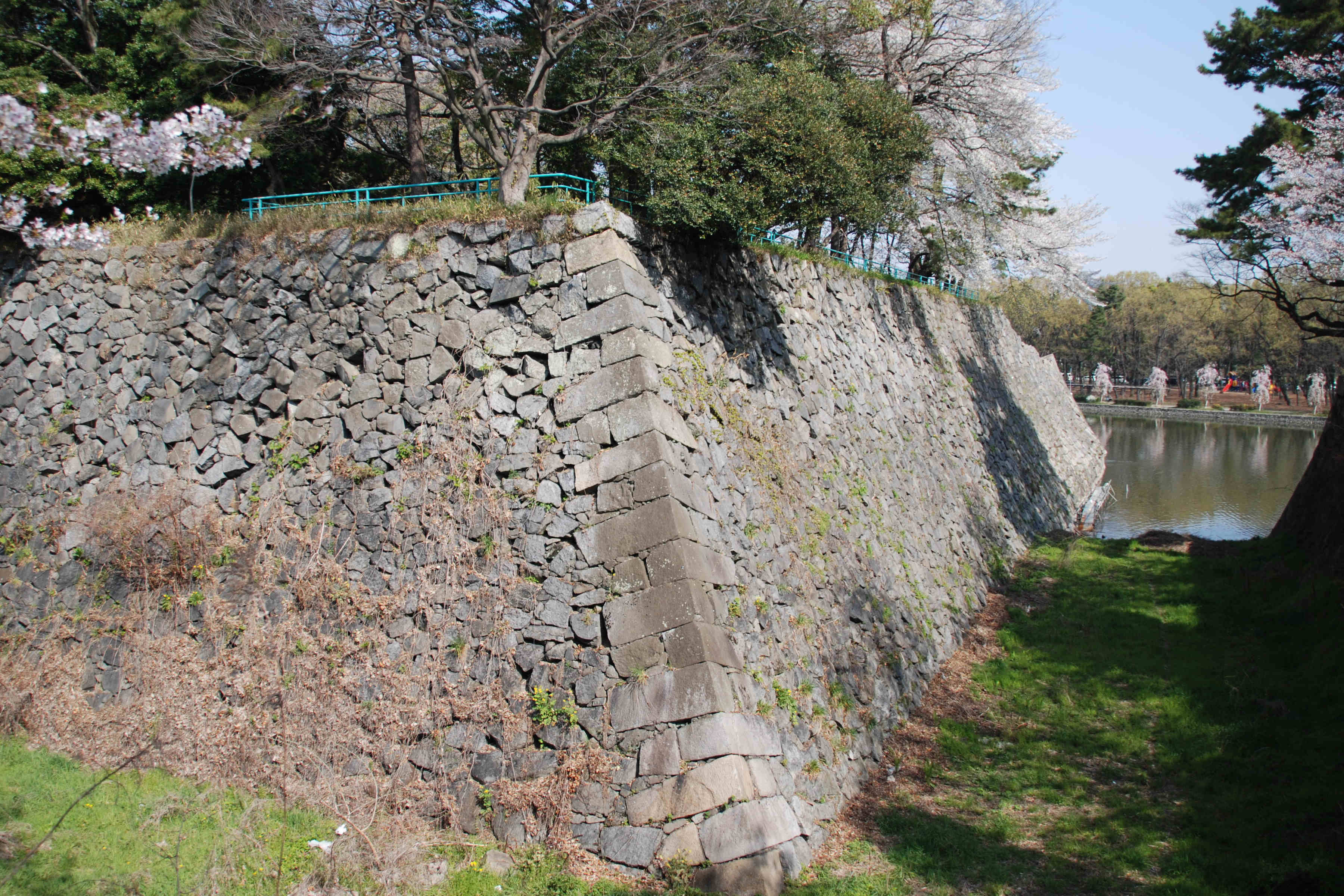
算木積み（名古屋城 愛知県）
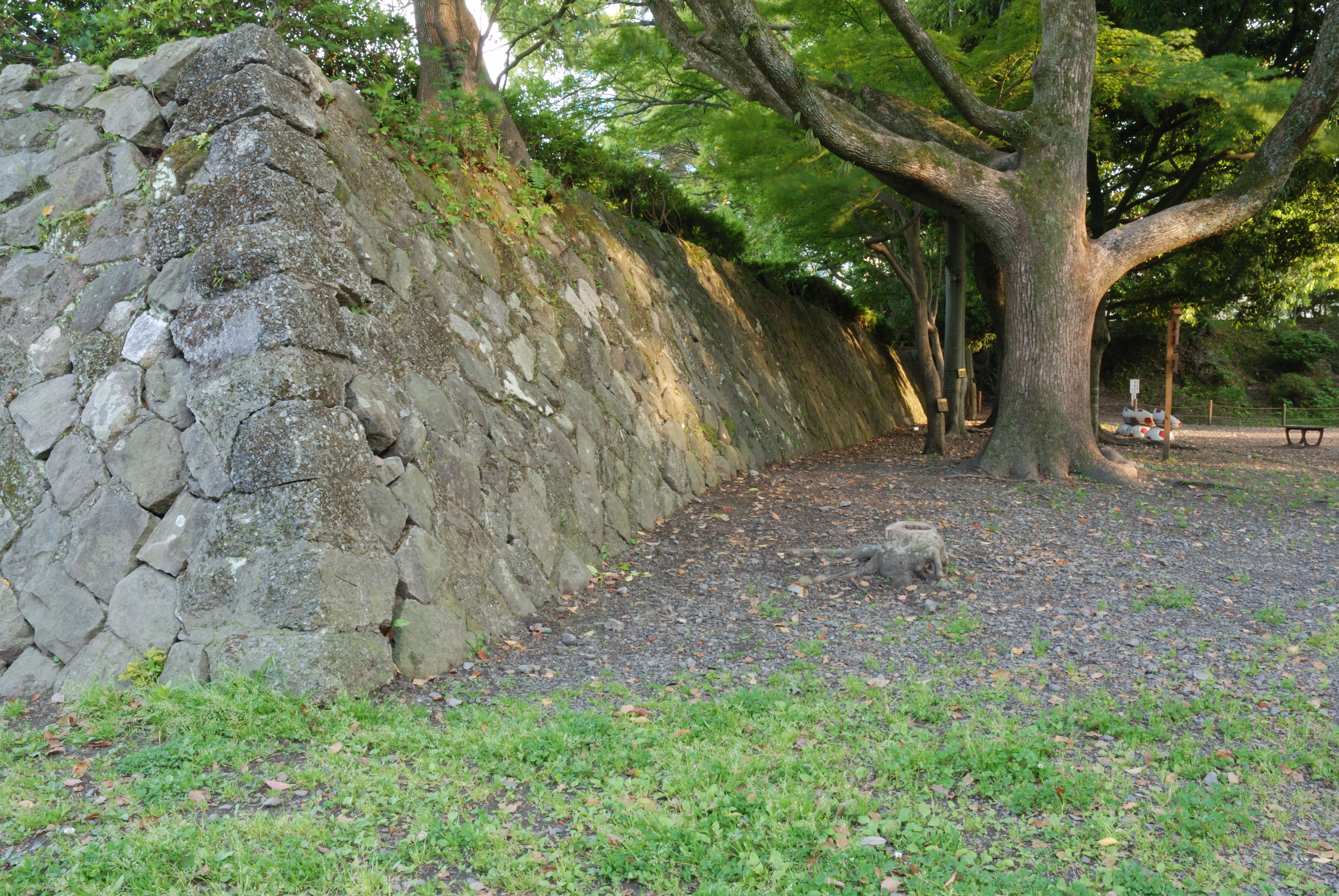
谷積み（駿府城 静岡県 向かって右の石垣）
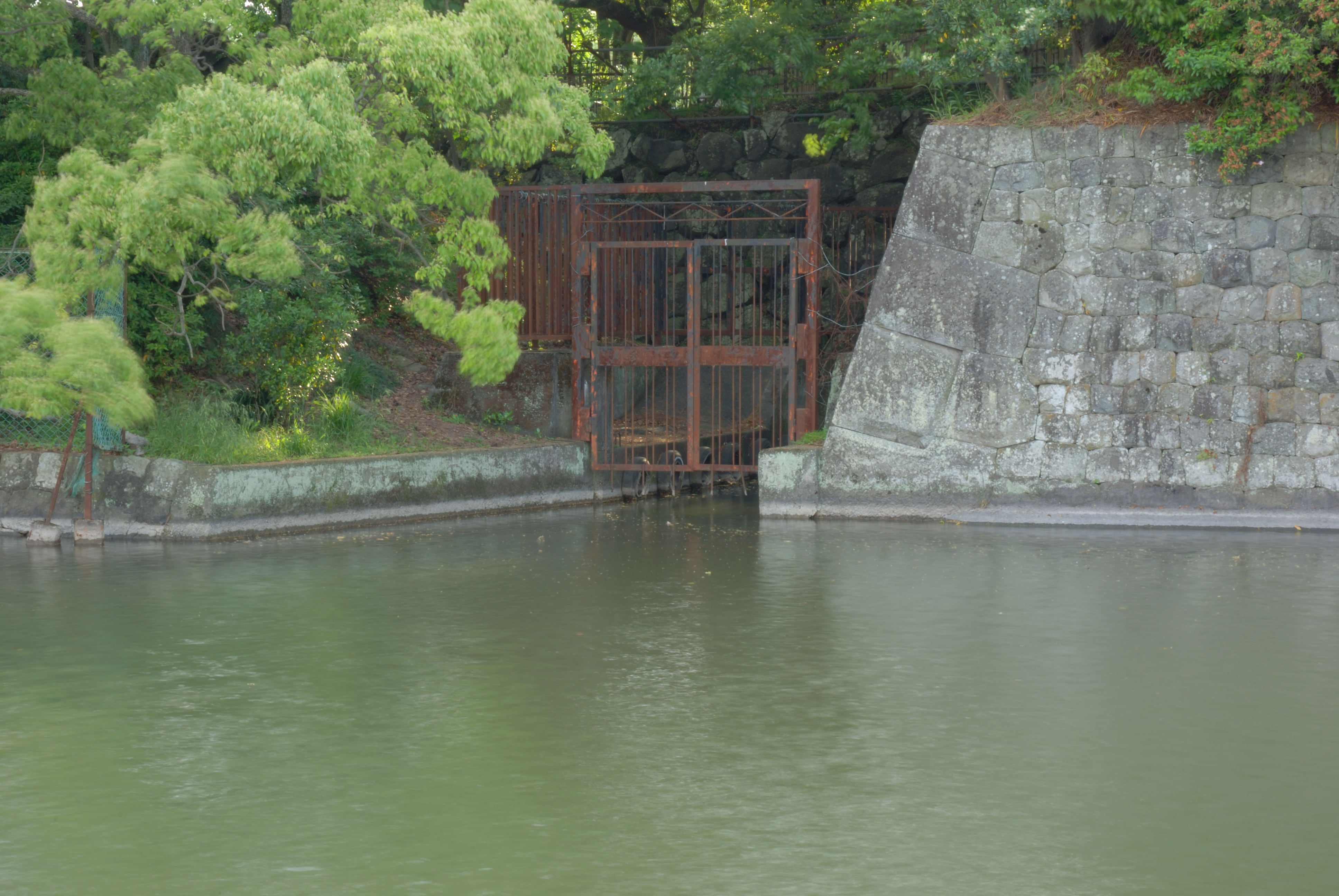
亀甲積み（駿府城 向かって左の石垣）
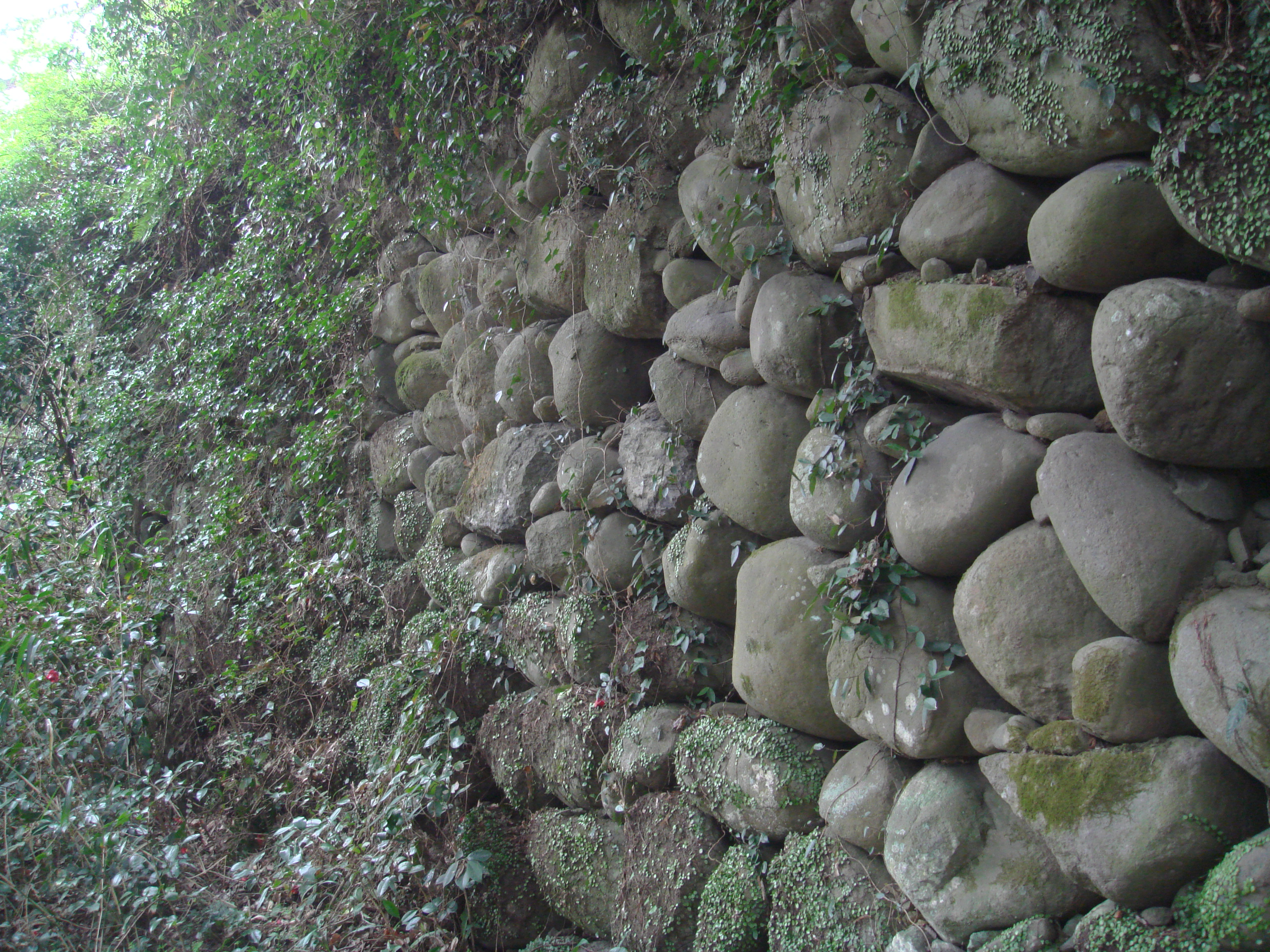
玉石積み（永山城 大分県）
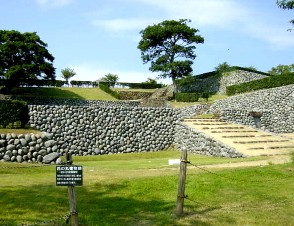
玉石積み（横須賀城 静岡県）